# Topley Landing Park
Topley Landing Park är en park i Kanada.   Den ligger i provinsen British Columbia, i den centrala delen av landet, 3 700 km väster om huvudstaden Ottawa. Topley Landing Park ligger 720 meter över havet. Den ligger vid sjön Babine Lake.
Terrängen runt Topley Landing Park är kuperad söderut, men norrut är den platt. Trakten runt Topley Landing Park är nära nog obefolkad, med mindre än två invånare per kvadratkilometer.. Närmaste större samhälle är Granisle, 8,5 km nordväst om Topley Landing Park. 
I omgivningarna runt Topley Landing Park växer i huvudsak barrskog.